# José Antonio Castro
 José Antonio Castro González, plus connu sous le nom de  José Antonio Castro, né le 11 août 1980 à Mexico ( Mexique), est un footballeur mexicain. Il joue au poste d'arrière latéral avec l'équipe du Mexique et le club de Club América (1,73 m pour 55 kg).

## Carrière

### En club
- 2001-déc. 2008 :  Club América
- déc. 2008-nov. 2010 :  Tigres UANL
- depuis nov. 2010 :  Club Necaxa

### En équipe nationale
Il fait ses débuts internationaux en février 2003 contre l'équipe d'Argentine.
Castro participe à la coupe du monde 2006 avec l'équipe du Mexique.

## Palmarès
- 35 sélections avec l'équipe du Mexique (1 but)